# Heteroplexis
Heteroplexis là một chi thực vật có hoa trong họ Cúc (Asteraceae).

## Loài
Chi Heteroplexis gồm các loài: